# Pave Urban 2.
Pave Urban 2. (omkr. 1035 – 29. juli 1099) var pave fra 12. marts 1088 til sin død, hed Odo de Lagery (eller Otto, Otho eller Eudes), før han blev pave. Han var født i Lagery nær Châtillon-sur-Marne i Frankrig.
Han blev uddannet indenfor den katolske kirke, og virkede en tid som ærkediakon i Reims. En af hans lærere var Sankt Bruno, der påvirkede ham til at gå i kloster i Cluny i 1068. Der blev han med tiden valgt til prior. I 1078 blev han kaldt til Rom af pave Gregor 7., som i 1080 udnævnte ham til kardinalbiskop af Ostia.
Som kardinal var han blandt de mest aktive støttespillere for den gregorianske reform. Blandt andet var han pavelig legat til Det tysk-romerske rige i 1084-85. Det var på den tid almindeligt, at en pave nominerede kandidater til næste pavevalg, og han var blandt de få, Gregor 7. foreslog, men i 1086 var det Desiderius, abbed i Monte Cassino, der blev valgt til pave og antog navnet Viktor 3.
Urban 2. er bedst kendt for at have igangsat det første korstog. Ved koncilet i Clermont erklærede han krig mod de vantro, og lovede syndsforladelse for alle korstogets deltagere.
Han søgte at læge den splittelse, der var opstået mellem den vestlige kirke og østkirken, blandt andet ved et kirkemøde i Bari i 1098, hvor Erik Ejegod meldte sin ankomst. Kong Erik var rejst den lange vej til Rom og derfra til Bari for at møde paven, i håb om at få sin bror Knud kanoniseret, samt at få et nordisk ærkebispesæde oprettet i Lund.
Urban 2. døde 29. juli 1099, fjorten dage efter Jerusalems erobring, men nyheden om erobringen havde da endnu ikke nået Italien. Han efterfulgtes af Paschalis 2.

## Sagt af Urban 2.
"Mandens anger er falsk, hvis han ikke ophører med at være advokat, et erhverv, der ikke på nogen måde kan udøves uden at begå en synd." 